# حلقة كولبر الجاسوسية السرية
حلقة كولبر الجاسوسية السرية هي منظمة جاسوسية أسسها الرائد بنجامين تالمدج، انصياعًا لأوامر الجنرال جورج واشنطن في صيف عام 1778، في غضون سيطرة الاحتلال البريطاني لمدينة نيورويك في ذروة حرب الثورة الأمريكية.
اقتُرح اسم «كولبر» من قبل واشنطن، الذي ابتكره من مقاطعة كوبليبربر، فرجينيا. [كان العضوان الرئيسيان في الحلقة هما أبراهام وودهول وروبرت تاونسيند، اللذان استخدما اسمي «صموئيل كولبر الأب» و«صموئيل كولبر جونيور»، على التوالي، كأسماء مستعارة. أشير إلى تالمدج باسم «جون بولتن».
كان تالمدج على اتصال مباشر مع الحلقة الجاسوسية، لكن واشنطن كان من يدير عملياتها في كثير من الأحيان. كانت مهمة الحلقة الجاسوسية إرسال رسائل إلى الجنرال واشنطن حول أنشطة الجيش البريطاني في مدينة نيويورك، التي كانت المقر البريطاني وقاعدة العمليات الخاصة به. يعمل معظم أعضاء الحلقة في مدينة نيويورك ولونج آيلاند وكونيتيكت. بدأت عملياتهم السرية في أواخر شهر أكتوبر عام 1778، واستمرت خلال الإخلاء البريطاني لنيويورك عام 1783، ولكن الفترة بين عامي 1778 و1781 شهدت أوج نشاطها.
قدمت هذه الحلقة معلومات قيمة للجنرال واشنطن، بما في ذلك حقيقة تخطيط البريطانيين لهجوم مفاجئ على القوات الفرنسية المتحالفة حديثًا بقيادة الفريق روشامبو في نيوبورت، رود آيلاند، قبل أن يتمكن الفرنسيون من التعافي بشكل كامل وإقامة دفاعات بعد رحلتهم البحرية الشاقة إلى أمريكا. وذكروا أيضًا أن البريطانيين خططوا لتزوير العملة الأمريكية على الورقة الفعلية المستخدمة للدولار القاري، ما دفع الكونغرس القاري إلى سحب الأوراق النقدية. علمت الحلقة أن غارة اللواء ويليام تريون في ولاية كونيتيكت في يوليو عام 1779 كانت بمثابة خدعة لحث واشنطن على تقسيم قواته، حتى يتمكن الملازم أول السير هنري كلينتون من مهاجمتهم تدريجيًا. واكتشفوا أن ضابطًا أمريكيًا رفيع المستوى كان يتآمر مع الرائد البريطاني جون أندريه، لتسليم الحصن الأمريكي ذي الأهمية الحيوية في ويست بوينت، نيويورك على نهر هدسون، ولتقديم حامية للبريطانيين - تبين لاحقًا أنه بنديكت أرنولد. غالبًا ما يُنسب إلى حلقة كولبر تعريض حياة واشنطن للخطر، لكن لا يوجد سجل رسمي لمحاولتهم ذلك.

## خلفية
قبل انتقال هاو من جزيرة ستاتن، تلقت واشنطن معلومات ذات فائدة مختلفة من عملاء فرديين مثل لورانس ماسكول، الذي حصل على بعض المعلومات الاستخباراتية في جزيرة ستاتن قبل 23 أغسطس. بعد إجلاء قواته من مرتفعات بروكلين، طلب واشنطن من العميد ويليام هيث وميليشيا نيويورك العامة جورج كلينتون إنشاء «قناة معلومات» في لونغ آيلاند، لكنه لم يحاول بعد إنشاء عملاء دائمين وراء خطوط العدو. وكان عميله التالي هو الكابتن ناثان هيل، الذي قُبض عليه أثناء جهوده للحصول على معلومات استخبارية في مدينة نيويورك من قبل الحارس الموالي الليفتنانت كولونيل روبرت روجرز؛ أعدم البريطانيون هيل في 22 سبتمبر 1776.
بحلول كانون الثاني 1777، اعتقدت واشنطن أن المدنيين سوف يجذبون اهتمامًا أقل كجواسيس وأن عليهم تجنيد عملاء آخرين لجمع المعلومات الاستخبارية. طلبوا من وليام دور أن يوصي بشخص ما ليكون الوكيل، فأوصى الأخير بالزميل ناثانيل ساكيت، عين واشنطن الكابتن بنجامين تالمدج ليكون على نقطة اتصال ساكيت بالجيش، إذ كان زميلًا وصديقًا لنايثان هيل.
طور ساكيت بعض التحسينات والأساليب الجديدة للتجسس، مثل الاحتفاظ بعميل في أراضي العدو وإيجاد وسيلة للتواصل المنتظم، وهو ما شرحه بالتفصيل في رسالة إلى واشنطن في 7 أبريل. اكتشف أن البريطانيين كانوا يبنون قوارب مسطحة القاع لاستخدامها في حملة ضد فيلادلفيا، لكنه لم يرسل ما يكفي من المعلومات الاستخباراتية بسرعة كافية لواشنطن، لكن سرعان ما دُفع وطُرد. في أوائل عام 1777، أنشأ العقيد الأمريكي إلياس دايتون شبكة تجسس في جزيرة ستاتن للعمل بالتوازي مع عميل المخابرات الأمريكي المعروف جون ميرسيرو.
فشل واشنطن في إيقاف البريطانيين في معركة برانديواين في 11 سبتمبر 1777، واستولوا على في 26 سبتمبر. فيما بعد تحول تركيز جمع المعلومات الاستخبارية إلى فيلادلفيا، وعين واشنطن الرائد جون كلارك، الذي عاد إلى الجيش بعد إصابته بجروح خطيرة في مناوشات قبل معركة برانديواين. أنشأ كلارك شبكة ناجحة من الجواسيس، لكن إصابته التي لم تتلق العلاج وجهوده المستمرة أقعدته، واضطر للتقاعد إلى وظيفة مكتبية.

## تأسيس حلقة كولبر السرية

### التكوين الأولي
عاد تركيز جمع المعلومات الاستخبارية إلى نيويورك، إذ كان واشنطن يفتقر إلى شبكة تجسس. في 7 أغسطس 1778، تلقى واشنطن رسالة من الملازم كاليب بروستر في نورواك بولاية كونيتيكت مع عرض للإبلاغ عن العدو، والذي وافق عليه واشنطن بحذر ورد عليه بالنصيحة. أرسل بروستر تقريره الأول في 27 أغسطس، بما في ذلك حالة السفن الحربية البريطانية بعد العاصفة وبعض المعارك مع السفن الحربية الفرنسية في بداية معركة رود آيلاند. وذكر أيضًا أن العديد من أفواج القوات البريطانية كانت على متن سفن متجهة إلى نيوبورت، رود آيلاند.
كلف واشنطن الجنرال تشارلز سكوت بالتعامل مع بروستر والعثور على عملاء إضافيين، وطلب من الرائد بنجامين تالمدج مساعدة سكوت. كان لسكوت العديد من الواجبات الأخرى، ووجد أن العمل الاستخباراتي غير مهم، لذلك قام تالمدج بمعظم المهمة لوحده. سرعان ما طلب واشنطن مباشرة من تالمدج تجنيد أشخاص يمكن الوثوق بهم لجمع المعلومات الاستخبارية في مدينة نيويورك. استجاب تالمدج وأوصى بأبراهام وودهول من سيتوكيت في لونغ آيلاند، كنقطة اتصال مع بروويستر الذي كان صديق طفولة لكل من تالمدج وبروويستر. أُسر الأخير بواسطة سفينة أمريكية قبل بضعة أشهر ووجهت إليه تهمة الاتجار غير المشروع، والذي وُجد في الواقع مذنبًا. وقد احتُجز في ولاية كونيتيكت حتى تحدث تالمدج بهدوء مع الحاكم جوناثان ترمبل الذي أطلق سراحه. قبل مغادرته وودهول كونيتيكت، تحدث تالمدج معه عن الانضمام إلى الخدمة السرية لواشنطن. تناول تالمدج العشاء مع واشنطن وسكوت في 25 أغسطس، وأقنع واشنطن بأن وودهول أهل للثقة، اقترح واشنطن الاسم المستعار «صموئيل كولبر» على اسم مقاطعة كولبيبر، فرجينيا حيث كان يعمل مساح أراض في شبابه.
لم تجمع تالمدج علاقة جيدة مع سكوت الذي كان صعب المراس، لاسيما وقد تباينت طرقهم في التجسس. كان سكوت يرغب في الاستمرار باستخدام عملاء البعثة الواحدة للتسلل والخروج من خطوط العدو، في حين فضل تالمدج إخراط الجواسيس في أراضي العدو وإنشاء خط اتصال آمن يعود إلى القاعدة. خسر سكوت ثلاثة من أصل خمسة عملاء أُرسلوا للتجسس على البريطانيين في مدينة نيويورك في أوائل أيلول، ما جعل واشنطن يقرر استخدام طريقة تالمدج. كان يتواصل مباشرة مع تالمدج في وقت مبكر من 22 أكتوبر حول إنشاء شبكة مع وودهول وبروويستر في 29 أكتوبر، استقال سكوت من منصب رئيس الاستخبارات، وعين واشنطن تالمدج لقيادة شبكة المخابرات.